# Paul Andreas Kaald
Paul Andreas Kaald (12. juni 1784 – 24. juni 1867) var en norsk kaperkaptajn fra Trondheim. Hans første togt var i 1808. Et andet togt i 1808 blev afbrudt, da skibet blev opbragt udfor Skotland. Han kom tilbage til Trondheim i 1810, og tre år senere drog han ud på endnu et togt. Briggen «Anna Bruun» drog på kapertogt med en bemanding på 60 samt 14 kanoner, hvilket gjorde det til et af de største kaperskibe med base i Norge.

## Familie
Paul Kaald blev døbt den 4. juni i Vor Frues kirke. Hans far fra Stavanger var Albert Hansen Kold, og hans mor var Jonetha Paulsdatter Kroppe. Faren havde tre børn fra et tidligere ægteskab og fik tre yderligere med sin nye kone. Faren døde, da Paul Kaald var fem år gammel, hvorefter moren giftede sig med overtoldbetjent Peder Olaus Høysager. Sammen fik de fem børn, således at Paul Kaald da havde tre helsøskende og ni halvsøskende. Aldersforskellen i søskendeflokken var over 50 år.

## Karriere
Paul Kaald drog til søs, da han var 14 år og tog styrmandseksamen i 1803. Han mønstrede på «Sara Marie» som imidlertid forliste ved Nederlandene og var med «Magdalena & Benedicte» på flere ture i Middelhavet. Men napoleonskrigene gjorde ham arbejdsløs, og han slog sig dernæst på kaperarbejde som 24-årig.
Det første togt var med sluppen «Den Kjække» i 1808. Kaptajn på togtet var Sigismund Richelieu. Togtet var vellykket, og Kaald førte et af skibene tilbage til Norge. «Den Kjække» blev imidlertid taget af englænderne. Med hjælp fra rederen Johan Christian Vogelsang udrustede han dernæst «Eliza» til et nyt kapertogt. Kaald døbte det nyrustede kaperskib «Den Flinke». Skibet blev taget ved Skotland, og Kaald havnede i fængsel i Edinburgh, hvor han sad indespærret i to år.
I 1810 vendte han tilbage til Trondheim og satte et nyt kapertogt i søen tre år senere i 1813 med briggen «Anna Bruun», 14 kanoner og 60 kaprere. Togtet var overordentlig vellykket og gjorde kaptajn Kaald til en rig mand.

## Efter krigen
Den 18. juli 1812 giftede han sig med Willadine Kjerstine Stub fra Hitra. Hun fødte ham ni børn, hvoraf syv overlevede. Da napoleonskrigene sluttede i 1814, stoppede også kaperiet. Kaald købte da skonnerten «Isabella» og lagde ud på rejse i Nordsøen. Han var reder for skibet fra 1828. Skibet forsvandt i 1834. I 1835 flyttede han til Hitra og slog sig ned på gården Grindvik. Der levede han af handel og gårdbrug, til han døde i 1867, 83 år gammel. Han ligger begravet på Fillan kirkegård, hvor hans kone også ligger. Efterkommere af Paul Kaald lever i dag i Norge og Skotland.
I Trondheim er 'Kaptein Kaalds vei' opkaldt efter Paul Andreas Kaald. Vejen ligger i Ladehammeren-distriktet, er ikke særlig lang og går i en cirkel. 